# Lionello Manfredonia
Lionello Manfredonia (Roma, 27 novembre 1956) è un dirigente sportivo ed ex calciatore italiano, di ruolo difensore o centrocampista.

## Caratteristiche tecniche
Incominciò a giocare nel ruolo di libero, per poi disimpegnarsi nel prosieguo della carriera anche come centrale o mediano.

## Carriera

### Giocatore

#### Club

##### Lazio

Manfredonia al tiro per la Lazio nel 1984

La Lazio lo acquista all'età di 15 anni dal Boreale DonOrione, società della zona di Monte Mario in cui era stato formato e valorizzato dal tecnico Arnaldo Paradiso, pagandolo un milione di lire e strappandolo alla Juventus. Assieme a Bruno Giordano, Stefano Di Chiara e Andrea Agostinelli conquista lo scudetto Primavera 1975-76.
Esordì in massima serie il 2 novembre 1975 nella gara contro il Bologna, non ancora diciannovenne. Diventa titolare dall'anno successivo. Dopo essere stato coinvolto nello scandalo del Totonero insieme ai compagni di squadra Cacciatori, Giordano e Wilson, a seguito del quale fu squalificato per tre anni e sei mesi, rientrò a giocare nella Lazio, all'epoca in Serie B, nell'autunno 1982, per il condono di due anni deliberato dalla FIGC dopo il successo della nazionale italiana al campionato del mondo 1982.
Manfredonia fu reimpostato come mediano incontrista e la Lazio riuscì a risalire nella massima serie. Con l'arrivo di Giorgio Chinaglia nelle vesti di Presidente, la Lazio si trovò a combattere fino all'ultimo per non retrocedere. La stagione 1984-85 è un autentico calvario e già al girone d'andata la Lazio è spacciata; oltre al resto, la squadra paga i rapporti non più idilliaci tra Manfredonia e Giordano. Chinaglia abbandona la presidenza e per Manfredonia si aprono le porte di un'inevitabile cessione.

##### Juventus

Manfredonia alla Juventus nel 1986, in contrasto sul napoletano Maradona.

Nel 1985, al termine del campionato che determinò una nuova retrocessione per i biancocelesti, Manfredonia passò alla Juventus, con cui vinse una Coppa Intercontinentale nel 1985 e uno scudetto nel 1986.

##### Roma
Nel 1987 passò alla Roma per 3 miliardi di lire, ma fu contestato dai nuovi tifosi per il suo passato con la maglia biancoceleste. In Curva Sud si formò una componente di tifosi organizzata contro di lui, il GAM (Gruppo Anti-Manfredonia).
Il 30 dicembre 1989, nel corso di una gara allo Stadio Renato Dall'Ara contro il Bologna, si accasciò a terra al quinto minuto di gioco, vittima di un arresto cardiaco. Bruno Giordano, compagno di squadra ai tempi della Lazio e quel giorno avversario rossoblù, accorse per primo per prestargli soccorso. Il massaggiatore della Roma, Giorgio Rossi, gli estrasse la lingua dalla gola, mentre i medici Alicicco e Naccarella gli praticarono il massaggio cardiaco e la defibrillazione. Trasportato d'urgenza all'Ospedale Maggiore di Bologna, si risvegliò due giorni dopo dal coma. Nonostante la sua volontà di tornare a giocare, l'Istituto di Medicina e Scienza per lo Sport del CONI gli negò l'idoneità; Manfredonia scelse pertanto di ritirarsi nella primavera del 1990.
In carriera ha totalizzato complessivamente 289 presenze e 15 reti in Serie A e 36 presenze e 4 reti in Serie B.

#### Nazionale

Manfredonia (in piedi, terzo da sinistra) con la nazionale B nel 1978

Dopo 11 partite con la nazionale Under-21, il 3 dicembre 1977 esordì con la nazionale maggiore nella partita contro il Lussemburgo; giocò poi altre due gare contro Belgio e Spagna, prima di venire convocato per il campionato del mondo 1978. Manfredonia non scende mai in campo nella fase finale del torneo iridato in Argentina e, a causa di alcune sue dichiarazioni e di atteggiamenti particolari, entrò in contrasto con il commissario tecnico Enzo Bearzot, terminando di fatto la sua esperienza in maglia azzurra.
All'indomani del mondiale, infatti, nel biennio 1978-1979 giocherà soltanto un'altra partita con la nazionale maggiore, contro la Turchia, e qualche gara nella nazionale B di Azeglio Vicini, di cui una da capitano.

### Dirigente
Finita la carriera di calciatore, è rimasto nel mondo del calcio lavorando come direttore sportivo per Cosenza, Cagliari, L.R. Vicenza ed Ascoli. Poi la scelta di diventare manager di giocatori, diventando dal 2004 agente FIFA. Dal luglio 2015 all'agosto 2017 è stato responsabile del settore giovanile del Brescia. Il 19 settembre 2017 viene assunto con lo stesso incarico dal L.R. Vicenza, società della città dove risiede da alcuni anni.
Dal 2017 dirige poi anche una scuola per giovani calciatori legata allo stesso L.R. Vicenza, chiamata "Il vero calcio". , dal 2021 supervisore del Nissa

## Statistiche

### Presenze e reti nei club
| Stagione        | Squadra         | Campionato      | Campionato | Campionato | Coppe nazionali | Coppe nazionali | Coppe nazionali | Coppe continentali | Coppe continentali | Coppe continentali | Altre coppe | Altre coppe | Altre coppe | Totale | Totale |
| Stagione        | Squadra         | Comp            | Pres       | Reti       | Comp            | Pres            | Reti            | Comp               | Pres               | Reti               | Comp        | Pres        | Reti        | Pres   | Reti   |
| --------------- | --------------- | --------------- | ---------- | ---------- | --------------- | --------------- | --------------- | ------------------ | ------------------ | ------------------ | ----------- | ----------- | ----------- | ------ | ------ |
| 1975-1976       | Lazio           | A               | 5          | 0          | CI              | 0               | 0               | CU                 | 1                  | 0                  | -           | -           | -           | 6      | 0      |
| 1976-1977       | Lazio           | A               | 29         | 0          | CI              | 1               | 0               | -                  | -                  | -                  | -           | -           | -           | 30     | 0      |
| 1977-1978       | Lazio           | A               | 29         | 0          | CI              | 4               | 0               | CU                 | 4                  | 0                  | -           | -           | -           | 37     | 0      |
| 1978-1979       | Lazio           | A               | 28         | 0          | CI              | 6               | 1               | -                  | -                  | -                  | -           | -           | -           | 34     | 1      |
| 1979-1980       | Lazio           | A               | 21         | 0          | CI              | 5               | 1               | -                  | -                  | -                  | -           | -           | -           | 26     | 1      |
| 1980-1981       | Lazio           | B               | -          | -          | CI              | -               | -               | -                  | -                  | -                  | -           | -           | -           | -      | -      |
| 1981-1982       | Lazio           | B               | -          | -          | CI              | -               | -               | -                  | -                  | -                  | -           | -           | -           | -      | -      |
| 1982-1983       | Lazio           | B               | 36         | 4          | CI              | 2               | 0               | -                  | -                  | -                  | -           | -           | -           | 38     | 4      |
| 1983-1984       | Lazio           | A               | 26         | 4          | CI              | 5               | 0               | -                  | -                  | -                  | -           | -           | -           | 31     | 4      |
| 1984-1985       | Lazio           | A               | 27         | 0          | CI              | 5               | 0               | -                  | -                  | -                  | -           | -           | -           | 32     | 0      |
| Totale Lazio    | Totale Lazio    | Totale Lazio    | 201        | 8          |                 | 28              | 2               |                    | 5                  | 0                  |             | -           | -           | 234    | 10     |
| 1985-1986       | Juventus        | A               | 23         | 0          | CI              | 6               | 1               | CC                 | 6                  | 0                  | Cint+TE     | 1+5         | 0           | 41     | 1      |
| 1986-1987       | Juventus        | A               | 28         | 7          | CI              | 9               | 2               | CC                 | 4                  | 0                  | -           | -           | -           | 41     | 9      |
| Totale Juventus | Totale Juventus | Totale Juventus | 51         | 7          |                 | 15              | 3               |                    | 10                 | 0                  |             | 6           | 0           | 82     | 10     |
| 1987-1988       | Roma            | A               | 28         | 3          | CI              | 7               | 2               | -                  | -                  | -                  | -           | -           | -           | 35     | 5      |
| 1988-1989       | Roma            | A               | 30         | 1          | CI              | 8               | 0               | CU                 | 4                  | 0                  | -           | -           | -           | 42     | 1      |
| 1989-1990       | Roma            | A               | 15         | 0          | CI              | 2               | 0               | -                  | -                  | -                  | -           | -           | -           | 17     | 0      |
| Totale Roma     | Totale Roma     | Totale Roma     | 73         | 4          |                 | 17              | 2               |                    | 4                  | 0                  |             | -           | -           | 94     | 6      |
| Totale carriera | Totale carriera | Totale carriera | 325        | 19         |                 | 60              | 7               |                    | 19                 | 0                  |             | 6           | 0           | 410    | 26     |

### Cronologia presenze e reti in nazionale
| Cronologia completa delle presenze e delle reti in nazionale ― Italia | Cronologia completa delle presenze e delle reti in nazionale ― Italia | Cronologia completa delle presenze e delle reti in nazionale ― Italia | Cronologia completa delle presenze e delle reti in nazionale ― Italia | Cronologia completa delle presenze e delle reti in nazionale ― Italia | Cronologia completa delle presenze e delle reti in nazionale ― Italia | Cronologia completa delle presenze e delle reti in nazionale ― Italia | Cronologia completa delle presenze e delle reti in nazionale ― Italia |
| Data                                                                  | Città                                                                 | In casa                                                               | Risultato                                                             | Ospiti                                                                | Competizione                                                          | Reti                                                                  | Note                                                                  |
| --------------------------------------------------------------------- | --------------------------------------------------------------------- | --------------------------------------------------------------------- | --------------------------------------------------------------------- | --------------------------------------------------------------------- | --------------------------------------------------------------------- | --------------------------------------------------------------------- | --------------------------------------------------------------------- |
| 3-12-1977                                                             | Roma                                                                  | Italia                                                                | 3 – 0                                                                 | Lussemburgo                                                           | Qual. Mondiali 1978                                                   | -                                                                     |                                                                       |
| 21-12-1977                                                            | Liegi                                                                 | Belgio                                                                | 0 – 1                                                                 | Italia                                                                | Amichevole                                                            | -                                                                     |                                                                       |
| 25-1-1978                                                             | Madrid                                                                | Spagna                                                                | 2 – 1                                                                 | Italia                                                                | Amichevole                                                            | -                                                                     | 46’                                                                   |
| 23-9-1978                                                             | Firenze                                                               | Italia                                                                | 1 – 0                                                                 | Turchia                                                               | Amichevole                                                            | -                                                                     |                                                                       |
| Totale                                                                |                                                                       | Presenze                                                              | 4                                                                     |                                                                       | Reti                                                                  | 0                                                                     |                                                                       |

## Palmarès

### Club

#### Competizioni nazionali
- Campionato italiano: 1

Juventus: 1985-1986

#### Competizioni internazionali
- Coppa Intercontinentale: 1

Juventus: 1985

#### Competizioni giovanili
- Torneo Internazionale Sanremo: 1

Lazio: 1974
- Campionato Primavera: 1

Lazio: 1975-1976

#### Altre competizioni
- Campionato Under 23: 1

Lazio: 1973-1974